# 기소후쿠시마정
기소후쿠시마정(일본어: 木曽福島町)은 일본 나가노현 기소군에 있던 정이다.

## 지리

### 기후
겨울 추위가 심해 영하 10도 이하까지 추운 날이 있었다.여름에는 30℃를 넘는 날도 있고, 여름과 겨울의 기온 차가 큰 내륙성 기후를 볼 수 있었다. 장마철과 가을에 강수가 정리되어 있으며, 겨울철 강수는 대부분 눈이었다.

## 역사
- 1967년 4월 3일 - 니시치쿠마군 후쿠시마정, 신카이촌과 합병해 성립하였다.
- 1968년 5월 1일 - 니시치쿠마군이 기소군으로 개칭하였다.
- 1979년 - 온타케산 분화
- 1984년 - 나가노현 서부 지진이 발생하였다.
- 1987년 - 기소후쿠시마 스키장 개장되었다.
- 1996년 - 《물의 고장》으로 인정되었다.

## 교통

### 철도
- 도카이 여객철도 주오 본선

### 도로
- 국도 19호선
- 국도 361호선